# Hans-Jürgen Appelrath
Hans-Jürgen Appelrath (Duisburgo, julho de 1952 – 5 de agosto de 2016) foi um professor da ciência da computação e da tecnologia da informação na Universidade de Oldenburg desde 1987.